# Подпоручик Киже
«Подпору́чик Киже́» — историческая повесть Юрия Тынянова, впервые опубликованная в 1928 году в журнале «Красная новь» (книга 1, январь). Основана на историческом анекдоте времён царствования Павла I о несуществующем поручике (или подпоручике) Киже, возникшем в документах благодаря канцелярской ошибке и не раз получавшем продвижение по службе в силу бюрократической инерции. Повесть была переработана автором в 1930 г. и впоследствии дважды экранизировалась.
В переносном значении «поручиком Киже» иногда именуют ситуацию, когда мелкая, нелепая ошибка приводит к масштабным последствиям, либо несуществующий объект, мифическую фигуру, которая из-за ошибки, недоразумения или случайного совпадения была сочтена реальной.

## Исторический анекдот
Анекдот об офицере Киже приводит (со слов отца) Владимир Даль в «Рассказах о временах Павла I», напечатанных в 1870 году в журнале «Русская старина»:

Однажды придворный писарь, составляя со слов императора очередной указ о производстве в следующий чин офицеров, при написании первых двух слов фразы «прапорщики ж [такие-то] — в подпоручики» ошибся — написал «прапорщик Киж», в результате в тексте указа перед реальными фамилиями оказался вписан никогда не существовавший прапорщик Киж. Когда указ подали на подпись, император почему-то решил выделить первого из новопроизведённых подпоручиков и собственноручно дописал к указу «подпоручика Киж в поручики». Поручик Киж, видимо, запомнился императору, во всяком случае, уже через несколько дней император произвёл его в штабс-капитаны. Подобным образом Киж очень быстро рос в чине и вскоре был произведён в полковники, и на этом, последнем приказе о производстве в чин император написал: «Вызвать сейчас ко мне». Кинувшись искать полковника, военное руководство его не обнаружило. Лишь изучив все документы о производстве, удалось дойти до самого первого приказа, содержащего ошибку, и понять, в чём дело. Однако сообщить императору об истинном положении дел никто не осмелился. Вместо этого подчинённые доложили, что полковник Киж скоропостижно скончался, из-за чего прибыть на аудиенцию не может. Император вздохнул и сказал: «Жаль, хороший был офицер».
Данная история иллюстрирует распространённое представление, что при Павле царил полный беспорядок в повышении и понижении офицеров в чинах: якобы старших офицеров без существенных причин могли разжаловать в рядовые, а младших, по какой-то причине понравившихся императору, повышали с неимоверной быстротой.

## Повесть Тынянова
Юрий Тынянов обнаружил анекдот в записках камергера С. М. Сухотина, услышавшего его от Даля. В сухотинском изложении офицер носил «французскую» фамилию «Киже́», а породившая его фраза звучала «прапорщики же». Путём введения множества побочных персонажей и дополнительных подробностей сюжета Тынянов расширил эту историю в повесть. В ней Киже, помимо производства в чины, был поставлен в караул, наказан за крик под императорским окном, высечен, сослан в Сибирь, прощён, дослужился до генерала, получил награды, а буквально перед кончиной ему были пожалованы императором имение и тысяча душ. Также Тыняновым введена «противоположная» фигура — поручик Синюхаев, по ошибке записанный умершим. 

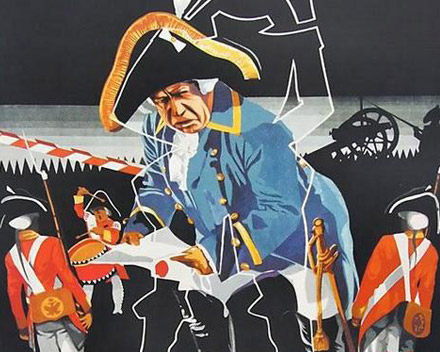
Афиша советского фильма по мотивам повести (1934)

В отличие от исходной истории, описывающей, по сути, лишь мелкое канцелярское недоразумение и высмеивающей лёгкость чинопроизводства при Павле I, в повести Тынянова акцент сделан на системе, в которой точное следование регламентам важнее здравого смысла. Российская империя показана как царство бюрократического абсурда. Персонажи совершают очевидно нелепые действия, лишь бы их нельзя было обвинить в нарушении предписаний: они секут плетьми деревянную «кобылу», на которой нет наказываемого, конвоируют пустое место, лечат несуществующего больного и хоронят несуществующего покойника, в общем, ведут себя так, как будто Киже реально существует; при этом никто не показывает, что происходит что-то необычное.
Некоторые современные литературоведы утверждают, что вся трилогия историко-сатирических повестей Тынянова («Подпоручик Киже», «Восковая персона», «Малолетний Витушишников») представляет собой завуалированный комментарий относительно реалий советского времени.

## Экранизации повести
- «Поручик Киже» — фильм, СССР, 1934 год
- «Шаги императора» — фильм, СССР, 1990 год